# Vanth (satélite)
Vanth, oficialmente (90482) Orcus I Vanth, es el único satélite natural que se le conoce al muy probablemente planeta enano (plutino) Orcus. Fue descubierto por Mike Brown y T.-A. Suer utilizando imágenes tomadas por el telescopio espacial Hubble el 13 de noviembre de 2005. Su descubrimiento fue confirmado el 22 de febrero de 2007 en la Circular de la UAI 8812.

## Órbita

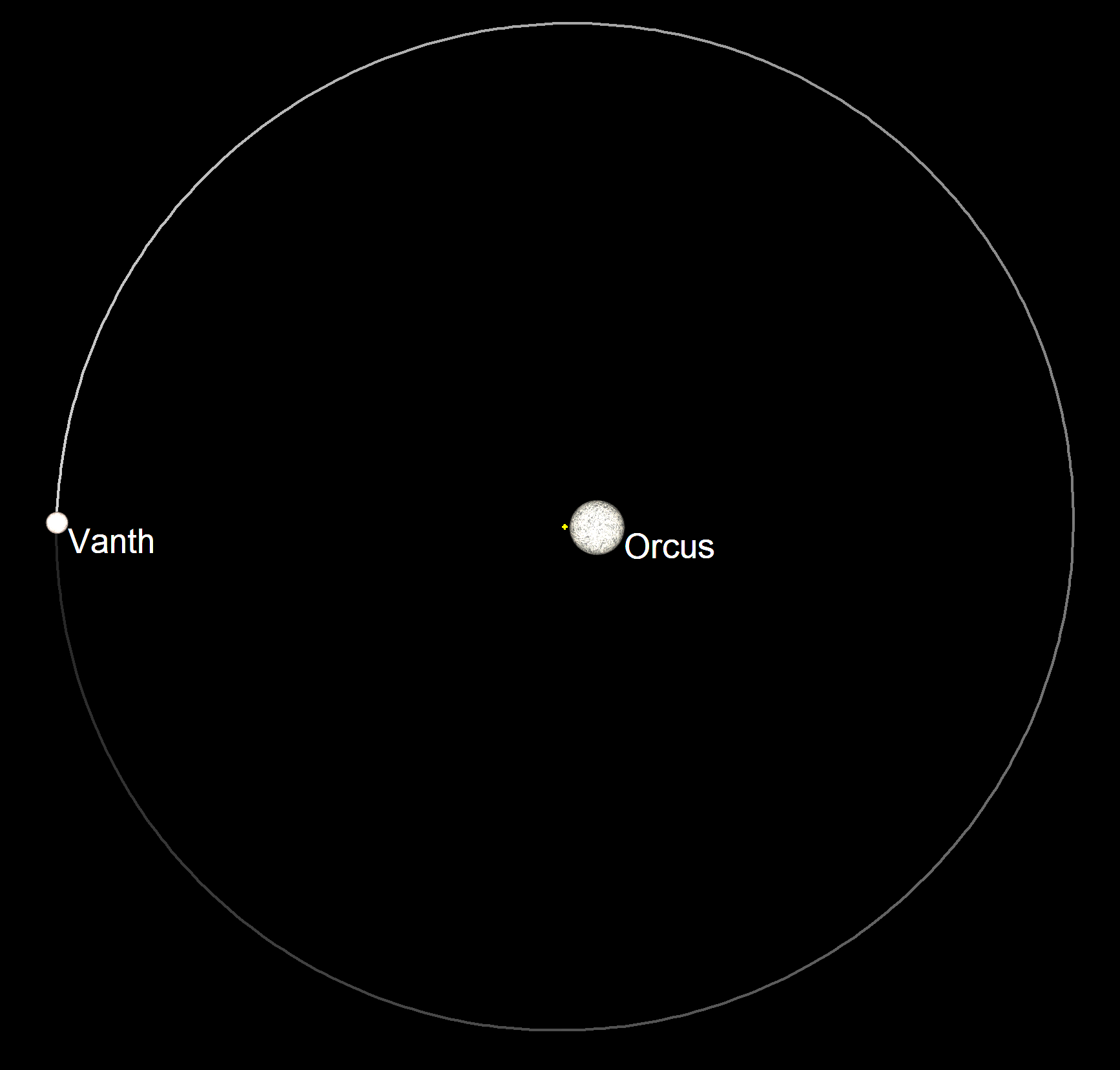
Objeto del cinturón de Kuiper en:Orcus y la órbita circular de la luna Vanth (vista inclinada), con diámetros debidamente escalados. El baricentro es la cruz amarilla justo afuera de Orcus.

Esta luna gira alrededor de Orcus en un círculo casi perfecto, con un periodo orbital de casi 10 días. Brown sospecha que, como en el caso de Plutón y Caronte, Orcus y Vanth están encarados gravitacionalmente.

## Propiedades
Vanth fue encontrado a solo 0,25 segundos de arco con respecto a Orcus, una diferencia de magnitud absoluta de 2,7±1,0. Las estimaciones realizadas por Mike Brown en 2009 indican que la magnitud de Vanth es 21,97±0,05, lo que significa que es de 2,54 ± 0,01 magnitudes menos luminosas que Orcus. Esto sugiere que tiene un diámetro de aproximadamente 280 km o lo que es el mismo, que tiene un diámetro 3,2 veces más pequeña que su objeto principal, suponiendo que tienen albedos similares. Se piensa que la diferencia de color es: de Orcus (neutro) y de Vanth (rojo), lo que sugiere que este último podría tener un albedo menor que el doble de Orcus, Vanth por lo tanto, podría tener más de 380 km de diámetro, siendo la de Orcus de 860 kilómetros de diámetro. La masa de Vanth también depende del albedo que posee, que puede variar entre un 3 % a 7,5 % de la masa total del sistema.
El satélite no parece ser como otros que tienen su origen en un caso de colisión, ya que su espectro es muy diferente en relación con su planeta, lo que podría indicar que era un objeto capturado del cinturón de Kuiper.

## Nombre
Una vez descubierto, Vanth recibió la designación provisional de S/2005 (2004 DW) 1. El 23 de marzo de 2009, Brown pidió a los lectores de su columna semanal que sugiriesen posibles nombres para el satélite, y el mejor sería enviado a la Unión Astronómica Internacional (UAI), el 5 de abril de ese año. El nombre de Vanth proviene de una diosa de la mitología etrusca que guiaba a las almas de los muertos al inframundo y fue elegido entre un gran número de sugerencias. La propuesta de Vanth era la única puramente etrusca, y fue la sugerencia más popular, propuesta por primera vez por Sonya Taaffe. Esta sugestión fue evaluada y aprobada por la UAI en una circular emitida el 30 de marzo de 2010.
La Vanth etrusca se presenta a menudo en compañía de Caronte, por lo que era la opción idónea para Orcus (conocido como el anti-Plutón, por el tipo de resonancia que tiene con Neptuno, haciendo que Orcus siempre esté opuesto a Plutón respecto del Sol) y Vanth se compara con el sistema de Plutón. Brown también cita a Taaffe diciendo de Vanth "acompaña a las almas de los muertos desde el momento de su muerte hasta el inframundo mismo, entonces, por supuesto, su rostro siempre se vuelve hacia Orcus", una referencia a la probable órbita sincrónica de Vanth sobre Orcus.